# Caprimulgus andamanicus
Caprimulgus andamanicus là một loài chim trong họ Caprimulgidae. Loài này được Hume miêu tả khoa học lần đầu tiên năm 1873.